# Флодни
Флодни (венг. Flódni, в Австрии Fächertorte) — традиционная венгерско-еврейская выпечка, наполненная слоями яблок, грецких орехов, мака и сливового джема. Её традиционно едят в Пурим  и Хануку .
У флодни песочное тесто. В традиционном рецепте тесто замешивали на гусином смальце. Сейчас для этого обычно используют сливочное масло. Между листами теста помещают начинку. При подаче остывший пирог режут на квадратные кусочки.

## История
Популярный в Венгрии и Австри флодни берёт свое начало у французских и немецких евреев, их выпечка называлась fluden. Fluden происходит от латинского слова «fladon», и старого верхненемецкого flado, что означает буквально «лепёшка». Отсюда же происходит французская выпечка флан и испанский запеченный крем флан.
Самое раннее упоминание о флуден с сырной начинкой содержится в трудах рабби Гершом бен Иегуды из Майнца около 1000 года н.э.
На Шаббатт и Пурим готовили и флуден со сладкой начинкой: яблоками, изюмом, джемом, орехами и маком.
После того, как евреи-ашкенази мигрировали на восток, флуден ассимилировался румынской кухней как flandi и венгерской как flodni, превратившись в сладкий многослойный пирог или пирожное.
В Венгрии флодни является достоянием не только еврейской, но и общенациональной венгерской кухни. Он также очень популярен в Австрии.